# Eleições nos Estados Unidos em 2012
As eleições nos Estados Unidos em 2012 foram realizadas em uma terça-feira, 6 de novembro de 2012. A eleição presidencial foi a 57º realizada no país, coincidindo com eleições para o Senado, onde 33 vagas foram  abertas, bem como as eleições para a Câmara dos Representantes que faziam parte do 113º Congresso. As eleições de 2012 também elegeram 13 governadores, eleições legislativas estaduais e eleições especiais.

## Eleições federais

### Eleição presidencial
O presidente democrata Barack Obama é candidato a reeleição para um segundo e último mandato. Com a vantagem de ser presidente, Obama não enfrentou grandes adversários nas primárias do Partido Democrata. Vários candidatos competiram nas primárias do Partido Republicano, mas no final de abril, o ex-governador de Massachusetts Mitt Romney foi declarado o candidato republicano. Outros candidatos de partidos menores disputarão a eleição presidencial, como o ex-governador do Novo México Gary Johnson (Partido Libertário), Jill Stein (Partido Verde), o ex-representante pela Virgínia Virgil Goode (Partido da Constituição), e o ex-prefeito de Salt Lake City Rocky Anderson (Partido da Justiça).
Pesquisas finais de diversos institutos mostraram empate ou empate técnico entre Obama e Romney. A pesquisa da RCP Average mostrou Obama com 48,8% e Romney com 48,1%. O tracking da Rasmussen mostrou Romney com 1% a mais (49-48%) em relação a Obama. A CNN realizou duas pesquisas, no primeiro cenário houve empate (49-49%) e no segundo Obama tinha 50%, contra 48% de Romney.
Em 6 de novembro de 2012, Barack Obama foi reeleito presidente dos Estados Unidos com 51,01% dos votos derrotando o adversário Mitt Romney que tinha 47,29%, ou seja 303 para Obama e 206 para Romney

### Eleições para o senado
Nessa eleição foram abertas 33 vagas para o Senado. Os democratas possuem 23 senadores que puderam concorrer a reeleição, incluindo dois independentes que fazem parte do caucus democrata, enquanto os republicanos possuíram 10 senadores que concorressem nessa eleição.